# Етнолошки преглед (часопис)
Етнолошки преглед је био часопис Етнолошког друштва Југославије, чији је први број изашао 1959. године. Уређивачки одбор чинили су др Боривоје Дробњаковић, др Миленко Филиповић и  др Милован Гаваци, који је био и главни уредник, а секретар уредништва био је Никола Пантелић. Часопис је излазио једном годишње, а штампали су га графичко предузеће Слободан Јовић из Београда, затим Сервис Савеза удружења правника Југославије, као и ГИРО Просвета из Пожаревца.